# 아소 다로 (메이지 시대 기업인)
아소 다로(일본어: 麻生 太郎, 1887년 9월 ~ 1919년 3월)는 일본의 사업가이다. 일본의 제92대 내각총리대신인 동명의 아소 다로는 손자이다.
석탄 채굴업자인 아소 다키치(麻生太吉)의 삼남으로 1887년 9월에 태어났다.
1908년에 차형인 鶴十郎가 유학처인 미국에서 사망하였다. 다로는 구마모토에서 명문학교로 불리는 세세코(済々黌)에 기숙사로부터 다니고 있었는데 사업의 후계자로 기대하였던 鶴十郎를 잃은 부모인 다키치와 야스는 다로를 퇴학시키고 후쿠오카에 다로를 위한 집을 빌려 후쿠오카상업학교 교감나 후쿠오카법원 판사 등 쟁쟁한 전문가들을 가정교사로 고용하여 공부시켰다.
아버지인 다키치가 경영하는 석탄 채굴 사업을 핵심으로 하는 아소 상점 사원이 되어 1910년 결혼하였다. 아내는 자작인 가노 히사요시의 6녀 나쓰코(夏子)이다. 부부 사이에 2남 2녀가 태어났다. 다카키치(太賀吉), 艶子, 典太, 辰子이다.
아소 상점의 후계자였으나 1919년 3월에 33세의 나이로 급사하였다. 장티푸스 진단을 받은걸로 확인되었다.

## 참고 문헌
- 아소 백년사 편찬 위원회 (1975). 《아소 백년사(麻生百年史)》 (일본어). 아소 시멘트.